# Heinrich Clauren
Carl Gottlieb Samuel Heun (Dobrilugk, 1771. március 20. – Berlin, 1854. augusztus 2.) német regényíró, aki műveit Heinrich Clauren álnéven adta ki.

## Élete
Jogi tanulmányainak befejezte után egy ideig Vesztfáliában volt hivatalnok, majd 1811-ben Berlinbe került, ahol 1820-tól a hivatalos lapot szerkesztette és 1824-ben a postánál főhivatalnok lett. Az édeskés, de egyúttal sikamlós regény főképviselője. Már első elbeszélései (Die graue Stube és Mimili, 1816) rendkívüli sikert arattak. Későbbi novelláit nagyrészt Vergissmeinnicht című zsebkönyvében (1818-34, 26 kötet) és Scherz und Ernst című gyűjteményében (1820 - 28., 40 kötet) adta ki. Mimili mellett leghíresebb elbeszélése: Dijonröschen. Kevesebb érdekűek, bár a színpadon tetszésben részesültek, színművei: Das Vogelschiessen, Der Bräutigam aus Mexico, Der Wollmarkt stb., kiadva: Lustspiele (1817, 2 kötet); Gesammelte Schriften (1851, 25 kötet). Magyarul következő munkái jelentek meg: Mimili, ford. Fábián Gábor (Pest, 1829); A Liló-halacska (Mulattató, szerk. Harsányi Pál, Pest, 1832. II. és III. köt.); Egy álarcos bálnak következései, vígj. 1 felv. (uo. V. köt.); A vérkincs (Kassa, 1833, 2 rész); Első és utolsó szerelem (uo. 1833). Meghalt mint udvari tanácsos.

## Magyarul
- Mimili. Egy helvétziai történet; Clauren után magyarázta Fábián Gábor; Trattner-Károlyi Ny., Pest, 1829
- Az én utazásom, vagy is Vaséki Méta; ford. Szatthmáry Király József; Vajda, Kassa, 1831
- Heinrich Clauren: A' liló-halacska. Román / Franz Spindler: Román egy estve; Landerer, Pest, 1832 (Mulattató)
- Moliére: A' képzeletben beteg. Vígjáték / Heinrich Clauren: Egy álarczosbálnak következései. Vígjáték; Landerer, Pest, 1832 (Mulattató)
- A' vérkincs; Wigand, Kassa, 1833 (Új rózsaszínű könyvtár)
- Regina Frohberg: Hűség szerelem nélkül. Elbeszélés / Braun: A' hamveder-látogatás. Elbeszélés / Heinrich Clauren: Az első és utolsó szerelem. Elbeszélés; Landerer, Pest, 1833 (Mulattató)
- Van der Velde: A' tatárcsata / Heinrich Clauren: Első és utolsó szerelem; Wigand, Kassa, 1833 (Új rózsaszínű könyvtár)
- Mimili. Regény; ford. Szederkényi Anna; Singer-Wolfner, Bp., 1930 (Milliók könyve)